# Ophellantha steyermarkii
Ophellantha steyermarkii är en törelväxtart som beskrevs av Paul Carpenter Standley. Ophellantha steyermarkii ingår i släktet Ophellantha och familjen törelväxter. Inga underarter finns listade i Catalogue of Life.